# Jean-Jules-Antoine Lecomte du Nouy

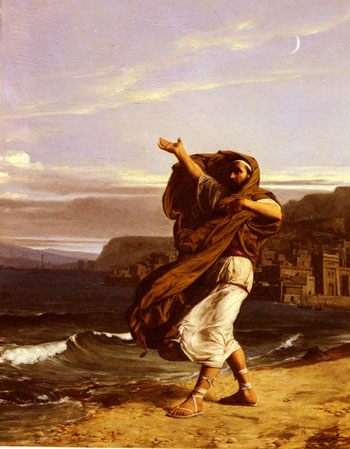
Démosthène s'exerçant à la parole
.

Jean-Jules-Antoine Lecomte du Nouy (París, 1842 - 1923); pintor i escultor francès d'estil orientalista. Va ser alumne de Charles Gleyre i Jean-Léon Gérôme.

## Biografia
Lecomte du Noüy era el fill de Jules Michel Lecomte i de Félicité Alexandrine du Noüy i germà de l'arquitecte francès André Lecomte du Noüy (1844-1914). Va ser successivament estudiant de Charles Gleyre (1806-1874), Émile Signoles (1804-1892) i, finalment, de Jean-Léon Gérôme (1824-1904). La seva obra Francesca de Rimini et Paolo dans la caverne va marcar el seu debut als salons a París el 1863, on exposà regularment cada any. El 1866, als 24 anys, va guanyar una medalla de per Invocation de Neptune i va guanyar un segon premi al Premi de Roma pel seu Mort de Jocaste
Un carrer que porta el seu nom a París des de 1932.